# قوشا قشلاق رضالی‌بیگ
قوشا قشلاق رضالی بیگ یک روستا در ایران است که در استان اردبیل واقع شده‌است. قوشا قشلاق رضالی بیگ ۲۱ نفر جمعیت دارد.